# Neorenaissance

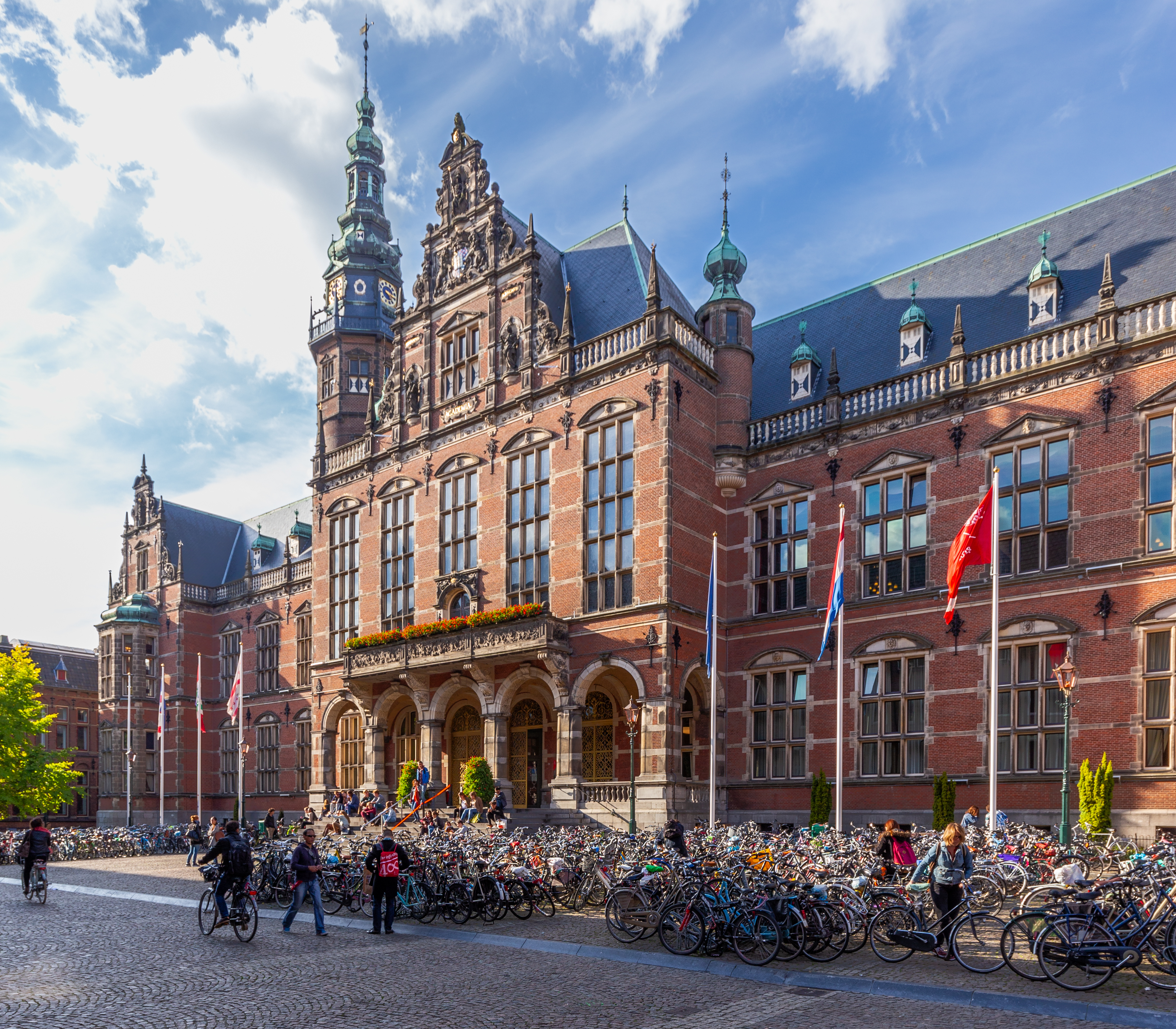
Academiegebouw te Groningen (1907-1909)

Neorenaissance is een 19e-eeuwse, internationaal verspreide bouwstijl waarin werd teruggegrepen op motieven uit de renaissancebouwkunst. Daartoe behoren onder andere de trapgevels, speklagen, de kenmerkende horizontale lijnen die de gevel in ‘vlakken’ verdelen, blokken en kruiskozijnen. Ook invloeden uit de Franse bouwstijl, met rijke natuurstenen gevels en indrukwekkende dakpartijen, of Italiaanse voorbeelden zoals zuilen en rondbogen.

## Neorenaissance in Nederland
In de jaren 1850 introduceerden Cornelis Outshoorn en Lucas Hermanus Eberson de ‘moderne renaissance’, een neorenaissance die zich baseerde op onder meer de Italiaanse renaissance en de eigentijdse Franse neorenaissance. Een meer nationaal getinte ‘Hollandse’ renaissance, gebaseerd op de Vlaamse en Hollandse renaissancemotieven uit de periode 1560-1630, kwam op omstreeks 1875 en werd in korte tijd populair. De eerste belangrijke aanzet daartoe werd gegeven door de Amsterdamse architect Isaac Gosschalk, die in 1866-1867 de (niet meer bestaande) Heinekenbrouwerij in Amsterdam ontwierp. Midden jaren 70 volgden de Delftse hoogleraar Eugen Gugel met het gebouw van de Leidse studentensociëteit Minerva (afgebrand in 1959) en Pierre Cuypers met het Rijksmuseum in Amsterdam. Dit laatste ontwerp riep echter de kritiek op dat het te gotisch was, en daarmee te katholiek, terwijl de nationale bouwstijl volgens de critici juist geënt moest zijn op het maniërisme uit de Gouden Eeuw. De zogenaamde Hollandse neorenaissance van Gosschalk en Gugel werd veel toegepast bij overheidsgebouwen en, als reactie op de katholieke neogotiek, protestantse kerken. Voor woningen blijft de stijl tot rond 1900 populair, hierbij worden vooral huizen in gesloten straatwanden met elementen uit de neorenaissance versierd.

## Neorenaissance in België

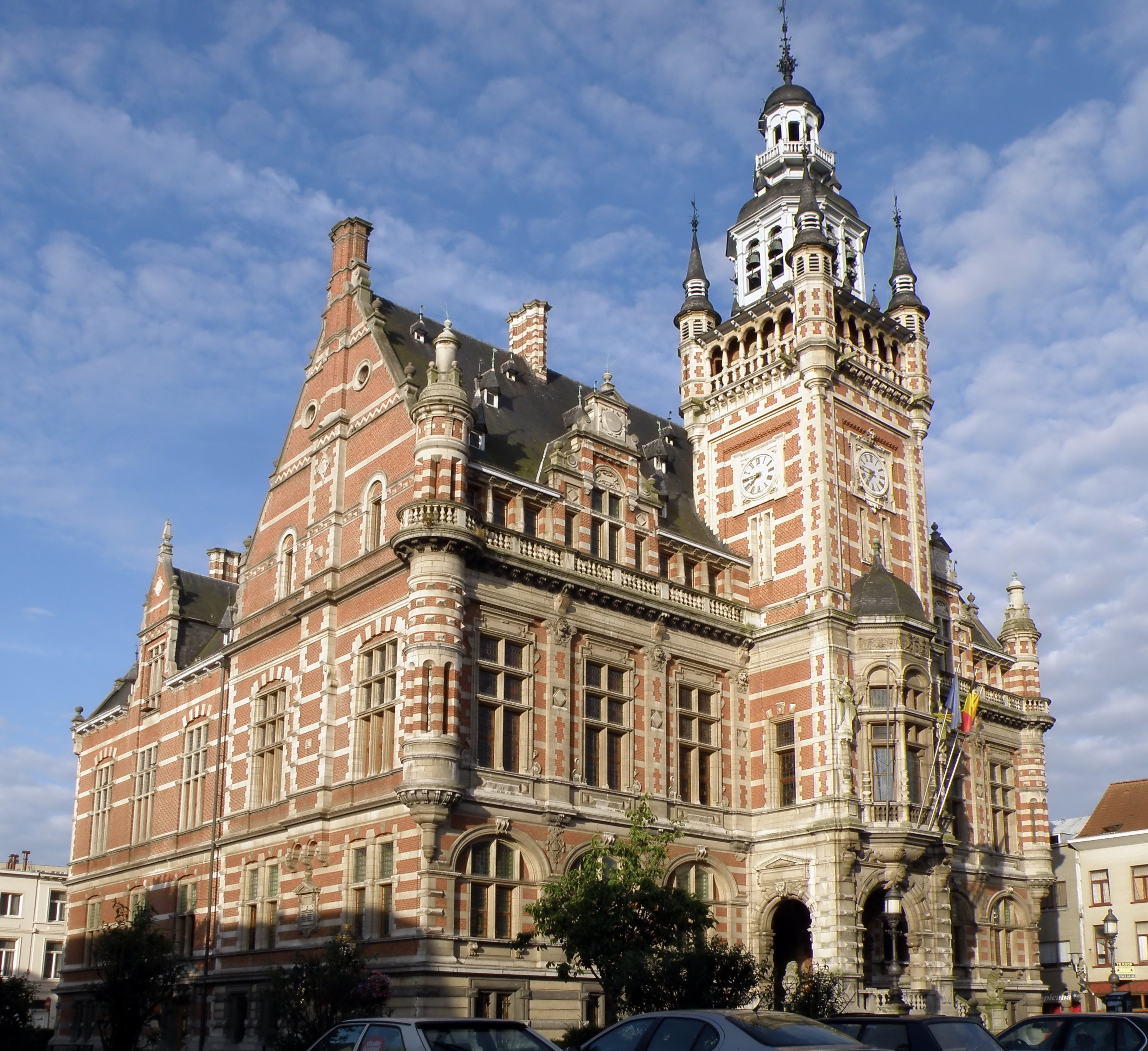
Districtshuis van Borgerhout (voormalige gemeentehuis) in neo-Vlaamse-renaissance

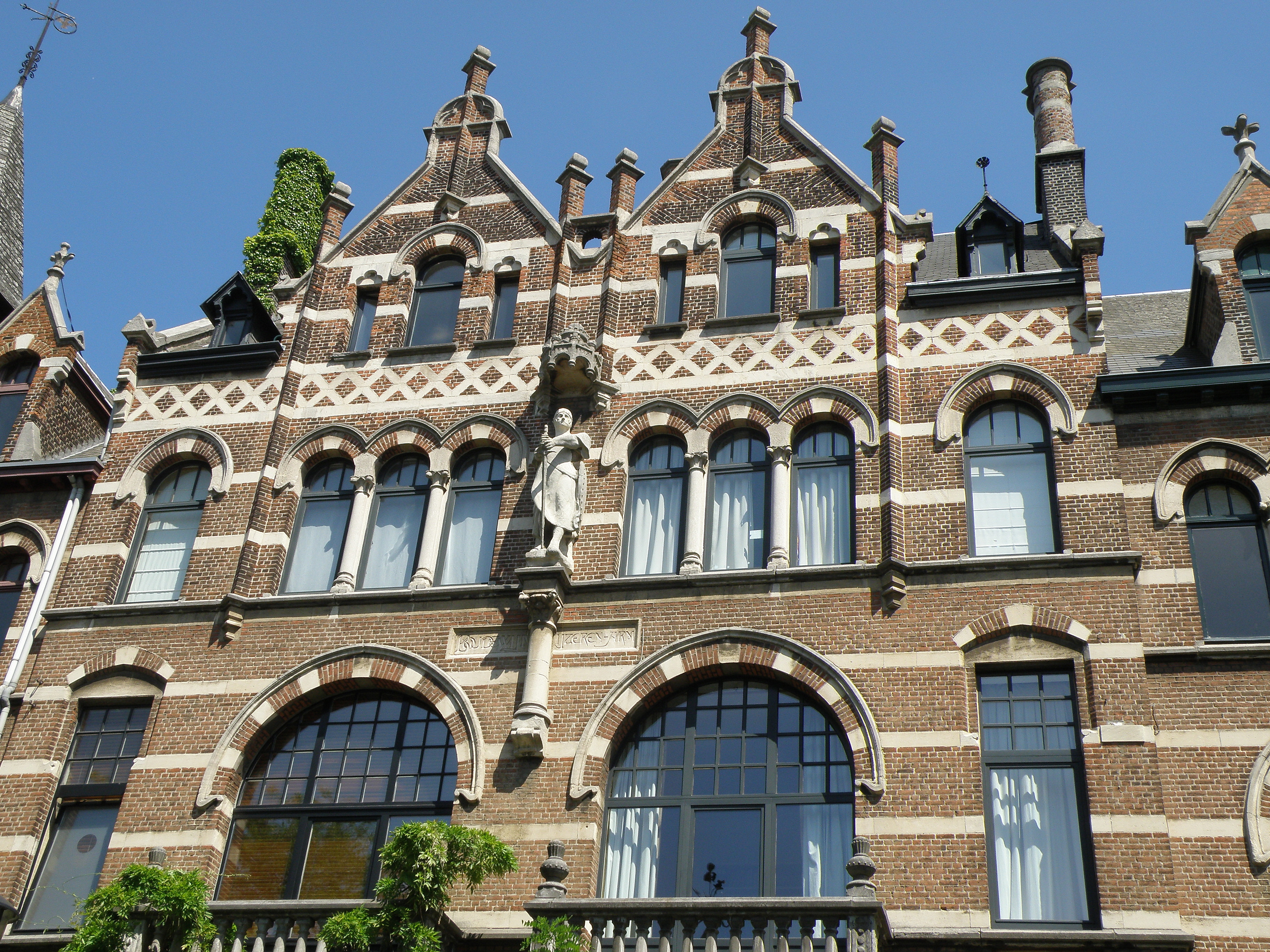
Huizen in neo-Vlaamse-Renaissance stijl (1899) in Antwerpen

Omstreeks de helft van de 19e eeuw werd de neogotiek in de Belgische Sint-Lucasscholen beschouwd en onderwezen als de enige waardevolle bouwstijl. De neogotiek symboliseerde de ideale christelijke maatschappij van de middeleeuwen en werd dan ook geassocieerd met de katholieke elite. Vooral religieuze gebouwen verschenen in neogotiek: onder meer kerken, kloosters en scholen. Ook de katholieke adel ging kastelen neogotische accenten geven, soms alleen de kapel, soms meer. In protestantse, liberale en socialistische middens ging men zich afzetten tegen het gebruik van deze stijl. Officiële besturen (vooral met een liberale achtergrond) zochten een andere bouwstijl en kwamen al snel bij de renaissance. Deze stond voor humanisme, vrijheid van denken en burgerlijke vrijheden, los van de Kerk. De neo-Vlaamse-renaissance (ook Vlaamse neorenaissance) werd een nationale stijl, die zich over het hele land verspreidde onder impuls van architecten als Jules Jacques Van Ysendyck en Émile Janlet. De doorbraak was het Belgische paviljoen dat Janlet ontwierp voor de Wereldtentoonstelling van 1878 in Parijs. De neorenaissance werd zo in de tweede helft van de 19e eeuw een van de belangrijkste burgerlijke bouwstijlen in België. Gemeentehuizen, scholen, weeshuizen, ziekenhuizen, stations en (in tegenstelling tot de neogotiek) ook privéwoningen werden in neo-Vlaamse-renaissance opgetrokken. De Koninklijke Maatschappij der Bouwmeesters van Antwerpen (KMBA) richtte jaarlijks een architectuurwedstrijd in. Van 1879 tot en met 1885 ging de eerste en tweede prijs steeds naar een ontwerp in neorenaissance. Mechelen werd een productiecentrum van meubelen in renaissancestijl, bestemd voor binnen- en buitenland. 
Hendrik Beyaert was een van de vooraanstaande architecten die belangrijke gebouwen ontwierp in een stijl die als neorenaissance kan worden betiteld. Hij vond daarbij vooral inspiratie in de Vlaamse en Franse bouwkunst van de 16de eeuw. Een bouwwerk als het Antwerpse filiaal van de Nationale Bank van België vormt een originele synthese van Franse (Kasteel van Fontainebleau, Kasteel van Chambord) en Vlaamse (bijv. Stadhuis van Antwerpen) elementen. Beyaert paste een soortgelijke synthese ook toe in het ontwerp van het handelspand/burgerwoning ‘Hier ist in den Kater en de Kat’ (1874) aan de Brusselse Anspachlaan. 
Alphonse Balat – die vooral voor adel en hof werkte – liet zich dan weer inspireren door de bouwkunst van de Italiaanse hoogrenaissance. Het ‘Paleis van de markies van Assche’ (1856-58) in de Brusselse Leopoldswijk is duidelijk gebaseerd op de Romeinse bouwkunst van de eerste helft van de 16de eeuw, met name op het Palazzo Farnese. Ook het atrium van het in 1880 voltooide ‘Paleis voor Schone Kunsten’ aan de Regentschapsstraat (vanaf 1887 deel van de Koninklijke Musea voor Schone Kunsten) is in een verfijnde neorenaissancestijl uitgevoerd die teruggrijpt naar Italiaanse voorbeelden.
Eind 19e eeuw was het hoogtepunt van de neorenaissance voorbij. Vanaf 1889 groeide de invloed van eclectische stromingen en van de beaux-arts. Toch blijven in heel wat 'eclectische' gebouwen renaissancevormen van Italiaanse, Franse en Vlaamse oorsprong sterk aanwezig. In het Gemeentehuis van Sint-Gillis van Albert Dumont overheerst duidelijk de invloed van de Franse renaissance. Een van de laatste en ook meest monumentale realisaties in ‘neo-Vlaamse-renaissancestijl’, de Universiteitsbibliotheek (KU Leuven), werd na de Eerste Wereldoorlog door de Amerikaanse architect Whitney Warren in Leuven gerealiseerd. 

## Neorenaissance in Duitsland
Begraafplaats Weißensee is uitgevoerd in neorenaissancestijl.